# Puerto de Durban
El Puerto de Durban (en inglés: Port of Durban) es la terminal más grande y concurrido para envíos en el continente africano. El puerto está ubicado estratégicamente en las principales rutas de transporte marítimo internacional, y maneja la carga principal de Sudáfrica y un puerto de contenedores. Maneja hasta 31,4 millones de toneladas de carga cada año. El puerto de Durban, es la cuarta terminal de contenedores más grande en el hemisferio sur, manejando unos 2.568.124 de TEU en 2012. El puerto de Durban es el puerto más activo en Sudáfrica y genera más del 60% de los ingresos. Es el segundo mayor puerto de contenedores en África (el primero es Puerto Said, Egipto). Es el cuarto mayor puerto de contenedores en el hemisferio sur (el primero es el de Yakarta, en Indonesia, el segundo el puerto de Surabaya en Indonesia, y el tercero es el Puerto de Santos en Brasil).